# اوئون
اِوِئون لامپساکینوس (یونانی: Εὐαίων Λαμψακηνός) یک فیلسوف و از شاگردان افلاطون بود.